# Grauwe buulbuul
De grauwe buulbuul (Pycnonotus barbatus) is een zangvogel uit de familie van de Buulbuuls (Pycnonotidae). Het is een algemene standvogel in een groot deel van Afrika. Bij een taxonomische herziening in 2025 zijn de Dodsons buulbuul, de Somalische buulbuul en de driekleurbuulbuul ondersoorten geworden van de grauwe buulbuul.

## Kenmerken
De grauwe buulbuul is 19-21 cm lang met een lange staart. Hij lijkt sterk op de Arabische buulbuul. De soort heeft een vaalgrijs tot donkergrijs verenkleed. De kop is roetzwart, tussen het oog en de snavel bijna geheel zwart. De vleugels zijn donkergrijs en de staart is dofzwart. De buik is lichtgrijsbruin met een witte anaalstreek. Bij de Arabische buulbuul is de anaalstreek geel en is er een lichte ring rond het oog, die bij de grauwe buulbuul ontbreekt. De vlucht is recht en enigszins zijwaarts schommelend.

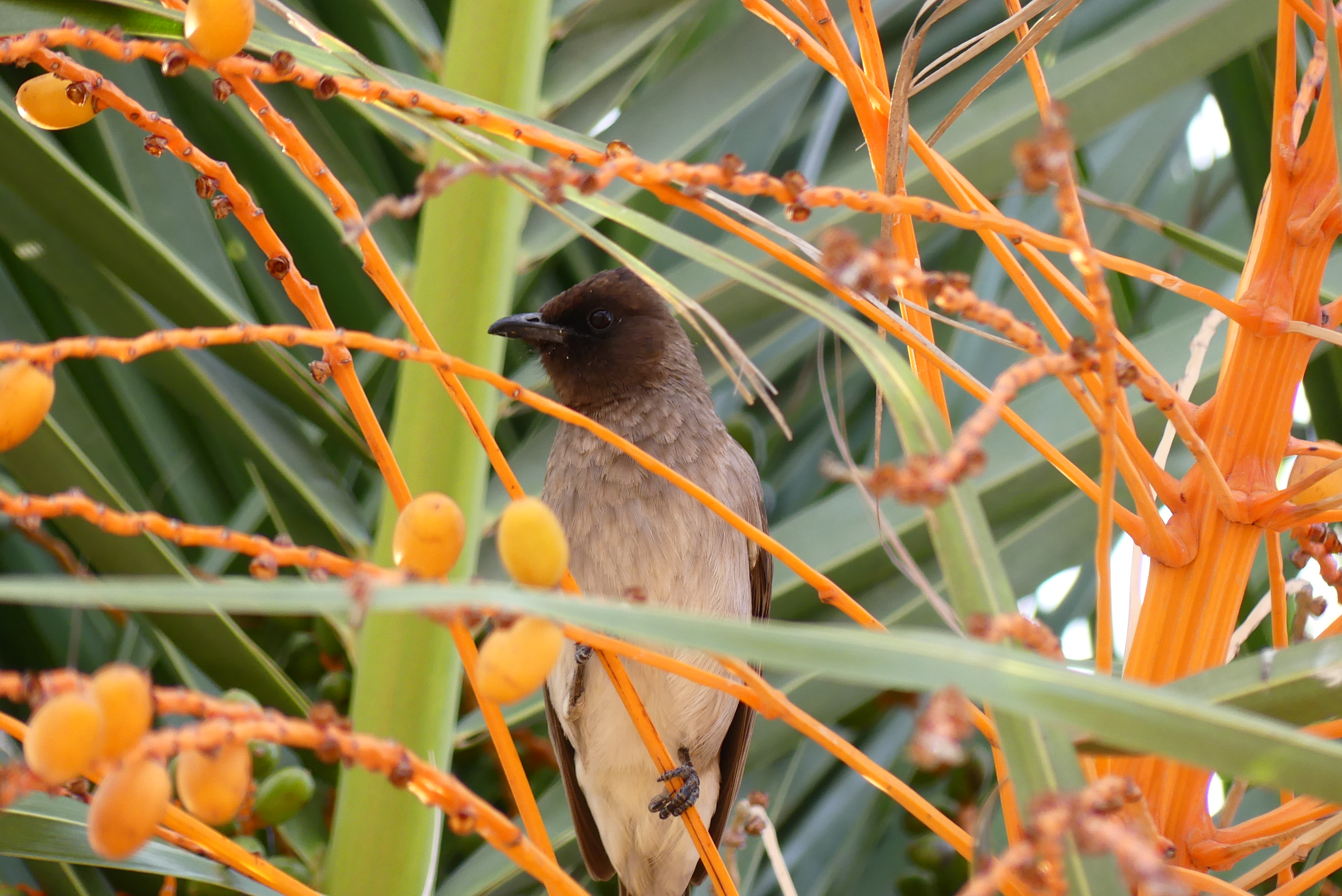
Grauwe buulbuul in dadelpalm

## Leefwijze
Het voedsel bestaat in hoofdzaak uit vruchten, maar insecten worden ook gegeten.

## Voortplanting
Het legsel bestaat meestal uit 2 tot 3 eieren, die in 12 dagen worden uitgebroed. De jongen worden door beide ouders grootgebracht.

## Verspreiding en leefgebied
Deze vogel komt wijdverspreid voor in Afrika en telt tien ondersoorten:
- P. b. barbatus: van Marokko tot Tunesië.
- P. b. inornatus: van zuidelijk Mauritanië en Senegal tot westelijk Tsjaad en noordelijk Kameroen.
- P. b. gabonensis: van centraal Nigerië en centraal Kameroen tot Gabon en het zuidelijke Kongogebied.
- P. b. arsinoe: oostelijk Tsjaad, noordelijk en centraal Soedan en oostelijk Egypte.
- P. b. schoanus: zuidoostelijk Soedan, Ethiopië en Eritrea.
- P. b. dodsoni (Dodsons buulbuul): noordelijk Somalië en van zuidoostelijk Ethiopië tot oostelijk Kenia.
- P. b. somaliensis (Somalische buulbuul): Djibouti, noordwestelijk Somalië en noordoostelijk Ethiopië.
- P. b. spurius: zuidelijk Ethiopië.
- P. b. layardi: van zuidoostelijk Kenia tot oostelijk en zuidelijk Zambia, noordoostelijk Botswana en Zuid-Afrika.
- P. b. tricolor (Driekleurbuulbuul): van oostelijk Kameroen tot Congo-Kinshasa, zuidelijk Soedan, westelijk en centraal Kenia, Angola, noordwestelijk Botswana en noordelijk en westelijk Zambia.

Het is een typische vogel van cultuurlandschap, dus van tuinen en parken en landbouwgebied rond oase's. Vaak te zien bij menselijke nederzettingen en gemakkelijk te observeren. Het is een luidruchtige vogel die in kleine groepjes rondtrekt.

## Status
De grauwe buulbuul is standvogel in een enorm groot verspreidingsgebied. Daardoor alleen al is de kans op de status kwetsbaar (voor uitsterven) uiterst gering. De grootte van de populatie is niet gekwantificeerd, maar loopt in de miljoenen. De vogel neemt ook toe. Om deze redenen staat de grauwe buulbuul als niet bedreigd op de Rode Lijst van de IUCN.